# Huia Edmonds

a Compétitions nationales et continentales officielles uniquement.

b Matchs officiels uniquement.
Dernière mise à jour le 25 juillet 2018.
Huia Edmonds, né le 20 octobre 1981 à Ashburton en Nouvelle-Zélande, est un joueur international australien de rugby à XV évoluant au poste de talonneur.

## Biographie
Edmonds joue pour les Waratahs basés à Sydney, puis pour l'équipe des Stormers basée à Cape Town et les ACT Brumbies. Il a également joué la Currie Cup avec le Western Province.
En 2010, Edmonds fait ses débuts internationaux avec l'Australie contre les Fidji. Il joue un test match contre le pays de Galles lors de la tournée de printemps.
Edmonds devait signer pour les Saracens pour la saison 2011, mais en raison d'une blessure à l'épaule suivie d'un pied cassé, cette transaction échoue.
Il signe pour l'équipe anglaise de Gloucester Rugby un contrat de deux ans, avec une option d'une année supplémentaire à partir de la saison 2012-2013. 
Le 26 juin 2014, Edmonds signe un contrat de deux ans avec le club de Pro D2 du RC Narbonne. Lors de sa première saison, le RCNM dispute une saison difficile et se maintient lors de l'avant dernière journée grâce à une victoire sur son concurrent direct l'US Dax (47-20). Lors de ce match, Edmonds s'offre un doublé.
Huia Edmonds joue avec le RCNM jusqu'en juin 2017, date à laquelle il prend sa retraite sportive.